# ロジャー・キーシュニック
ロジャー・キース・キーシュニック（Roger Keith Kieschnick, 1987年1月21日 - ）は、アメリカ合衆国テキサス州ダラス出身の元プロ野球選手（外野手）。右投左打。
叔父はブルックス・キーシュニック

## 経歴

### プロ入り前
大学時代の2006年に第3回世界大学野球選手権大会のアメリカ合衆国代表に選出され、金メダルを獲得した。
2007年7月に開催されたリオデジャネイロパンアメリカン競技大会の野球アメリカ合衆国代表に選出された。また、第11回ワールドポート・トーナメントのアメリカ合衆国代表に選出され、それぞれ銀メダルを獲得した。

### プロ入りとジャイアンツ時代
2008年のMLBドラフト3巡目（全体82位）でサンフランシスコ・ジャイアンツから指名され、8月13日に入団した。
2011年11月19日に40人枠入りを果たした。
2012年にAAA級フレズノ・グリズリーズに昇格。
2013年7月30日にメジャー初昇格を果たし、7月31日のフィラデルフィア・フィリーズ戦でメジャーデビュー。7番・左翼でスタメン起用され、4打数2安打だった。
2014年3月29日にDFAとなった。

### ダイヤモンドバックス時代
2014年4月4日にウェイバー公示を経てアリゾナ・ダイヤモンドバックスへ移籍し、同日にAAA級リノ・エーシズへ異動。4月24日にメジャーへ昇格した。

### ダイヤモンドバックス退団後
2014年10月7日にウェイバー公示を経てロサンゼルス・エンゼルスへ移籍した
2015年11月6日にFAとなった。
2016年1月27日にメキシカンリーグのベラクルス・レッドイーグルスと契約する。4月29日にFAとなった。

## 詳細情報

### 背番号
- 22（2013年）
- 27（2014年）
- 51（2016年）

### 代表歴
- 2006年世界大学野球選手権大会アメリカ合衆国代表
- 2007年パンアメリカン競技大会野球アメリカ合衆国代表
- 2007 ワールドポート・トーナメント アメリカ合衆国代表